# Liubeneț, Sliven
Liubeneț (în bulgară Любенец) este un sat în comuna Nova Zagora, regiunea Sliven,  Bulgaria. 

## Demografie
Componența etnică a satului Liubeneț
     Bulgari (92,68%)
     Romi (1,72%)
     Turci (4,94%)
     Nicio identificare (0,64%)
La recensământul din 2011, populația satului Liubeneț era de 465 locuitori. Din punct de vedere etnic, majoritatea locuitorilor (92,68%) erau bulgari, existând și minorități de turci (4,94%) și romi (1,72%). Pentru 0,64% din locuitori nu este cunoscută apartenența etnică.